# Fibrillithecis insignis
Fibrillithecis insignis är en lavart som först beskrevs av Alexander Zahlbruckner, och fick sitt nu gällande namn av Frisch. Fibrillithecis insignis ingår i släktet Fibrillithecis och familjen Graphidaceae.   Inga underarter finns listade i Catalogue of Life.